# Партридж, Ричи
Ри́чард Джо́зеф «Ри́чи» Па́ртридж, иногда Ритчи Партридж (англ. Richard Joseph "Richie" Partridge; родился 12 сентября 1980 года, Дублин, Ирландия) — ирландский футболист, полузащитник. Воспитанник футбольной академии «Ливерпуля».

## Карьера
В прошлом выступавший за молодёжную сборную Ирландии Ричи был освобождён от обязательств перед «Ливерпулем» в 2005 году. За пять лет в команде он так и не сумел ни разу выйти на поле в матче Премьер-Лиги, однако сыграл три игры за «красных» в Кубке Лиги, первым из которых стал разгром «Сток Сити» со счётом 8:0 в ноябре 2000 года. Партридж часто получал травмы, а потому проводил немало времени в лазарете. Однако он смог проявить себя в других командах. В 2002 году он на сезон отправился в аренду в «Ковентри Сити», и в мае 2003 года был признан болельщиками «голубых» Игроком года.
Летом 2005 года он по свободному трансферу перешёл в «Шеффилд Уэнсдей», но не смог впечатлить руководство «сов» и летом 2006 покинул клуб, перебравшись в «Ротерем Юнайтед». Однако и в этой команде Партридж закрепиться не сумел. В июне 2007 он подписал контракт с «Честер Сити», за который некогда играл его отчим Терри Оуэн. Долгое время Ричи являлся одним из лидеров этой команды и забивал важнейшие голы. Так, например, 20 октября два гола вингера принесли «Честеру» победу в гостях над «Стокпорт Каунти» со счётом 2:1.
1 июля 2009 года контракт Партриджа с «Честером» истёк. В 2011 году он завершил карьеру игрока.

## Интересные факты
Ричи Партридж является зятем экс-игрока «Эвертона» и «Честер Сити» Терри Оуэна, отца звезды «Ливерпуля» и сборной Англии Майкла Оуэна, который в 2001 году становился обладателем Золотого мяча.